# Сер Джеймс Кампбелл, 1й барон Гленаві

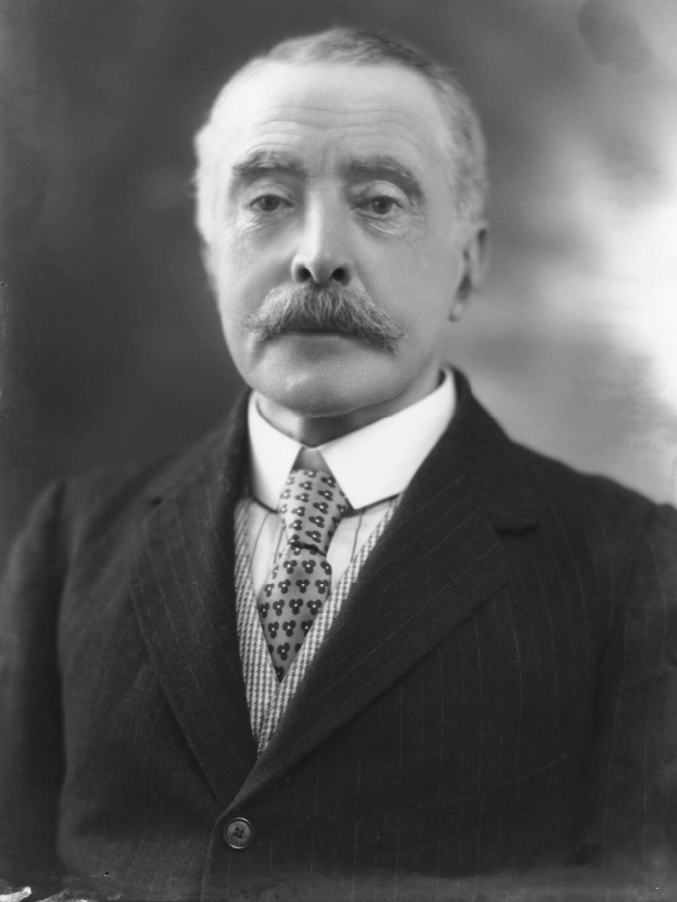
Джеймс Генрі Муссен Кемпбелл (1851 — 1931) - І барон Гленаві.

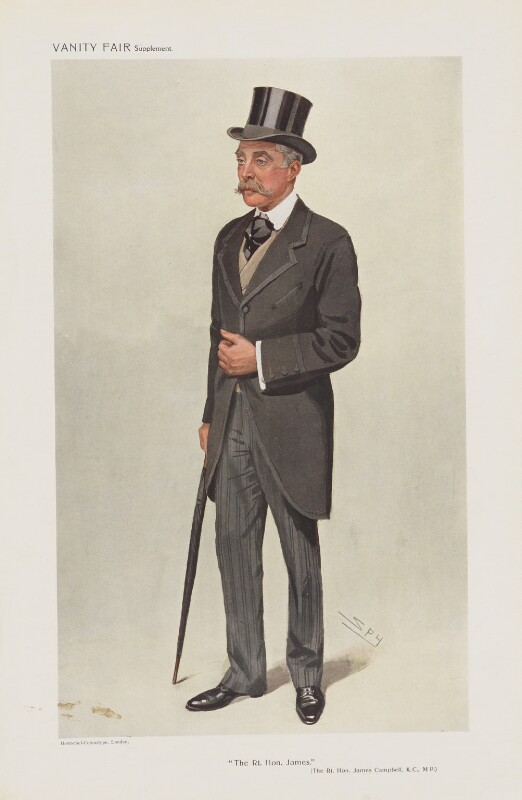
Джеймс Кемпбелл – карикатура зі збірника «Ярмарка марнославства» (1909 рік).

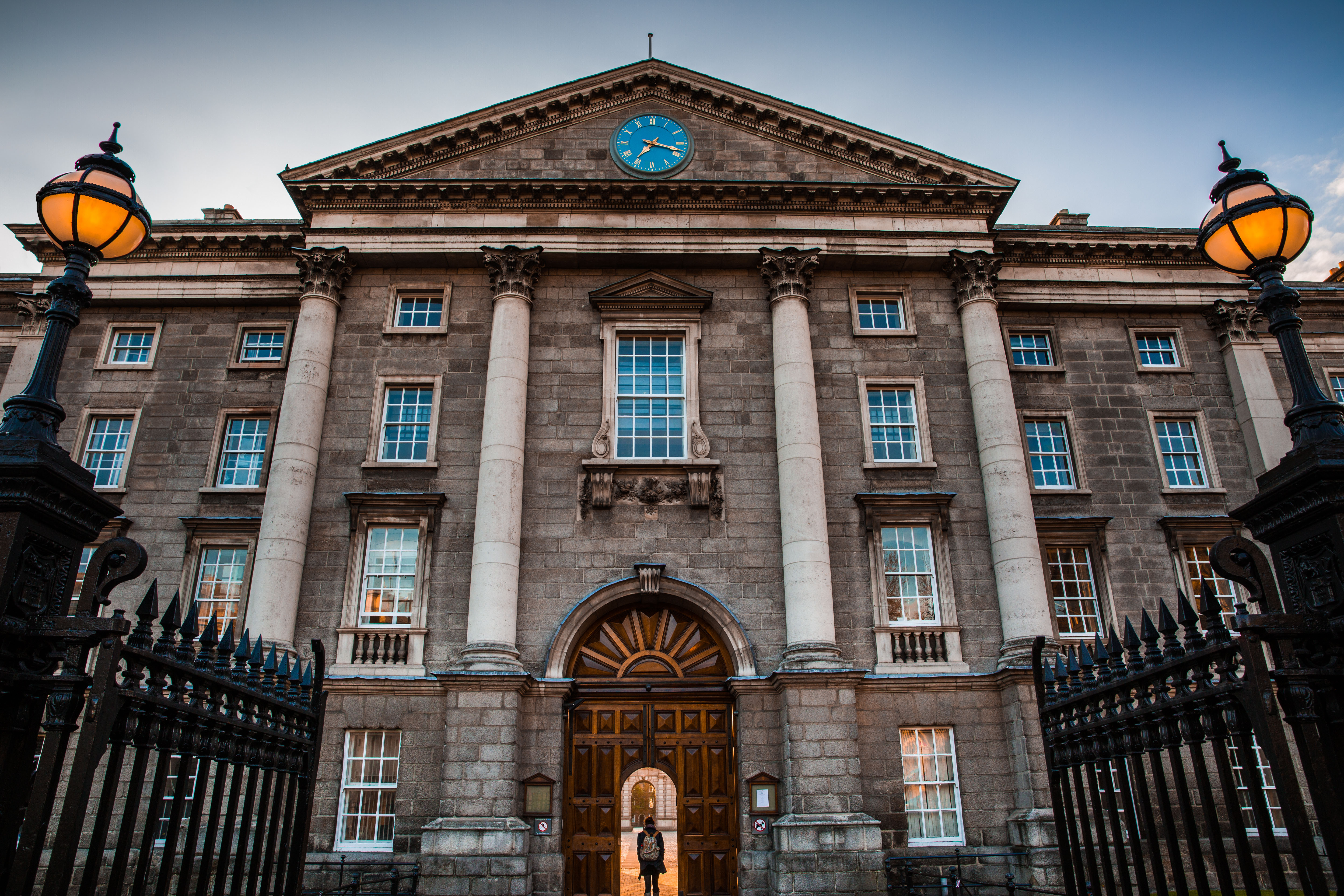
Трініті-коледж, Дублін.

Джеймс Генрі Муссен Кемпбелл (англ. - James Henry Mussen Campbell) (4 квітня 1851 — 22 березня 1931) - І барон Гленаві, депутат парламенту Об’єднаного Королівства Великобританії та Ірландії від Ірландії, ірландський юрист, британський та ірландський політик, після проголошення незалежності Ірландії був обраний в Ойрехтах (ірл. – Oireachtas) – парламент Вільної Держави Ірландії. У 1918 – 1921 роках володів посадою лорд-канцлера Ірландії. 

## Життєпис

### Адвокат і суддя
Джеймс Генрі Муссен Кемпбелл народився в Дубліні. Здобув освіту в школі доктора Стекпула в Кінгстауні (тепер Дун Лірі) і Дублінському Трініті-коледжі, отримавши ступінь бакалавра в 1874 році. Після того, як у 1878 році він почав працювати адвокатом в Ірландії, у 1892 році Джеймс Кемпбелл став радником королеви (що в той час була одночасно королевою Великобританії і королевою Ірландії), а шість років потому був обраний депутатом парламенту Об’єднаного Королівства Великобританії та Ірландії від ірландських юніоністів від виборчої округи Сент-Стівенс-Грін (графство Дублін, Ірландія). Наступного року він почав працювати в адвокатурі Англії, а в лютому 1902 року був обраний суддею в юридичній спілуі «Грейс Інн». У 1901 році Джеймс Кемпбелл отримав посаду генерального соліситора Ірландії, а в 1903 році його обрали до Палати громад парламенту Об’єднаного Королівства Великобританії та Ірландії як представника Дублінського університету. У 1905 році він отримав посаду генерального прокурора Ірландії, став радником Таємної Ради Ірландії. У 1916 році отримав посаду головного лорд-судді Ірландії. 
Навколо спроб призначити його суддею виникла значна суперечка в суспільстві, а пропозиція призначити його лордом-канцлером Ірландії зустріла шалений опір ірландських націоналістів, і було докладено великих зусиль, щоб знайти для нього іншу посаду. Схоже, що барона Аткінсона попросили піти у відставку з Палати лордів, але він відмовився. Тоді на посаду головного лорд-судді Ірландії було призначено Річарда Черрі, що був серйозно хворим, на нього чинили тиск, щоб той пішов у відставку. Незважаючи на погіршення здоров’я, Черрі спочатку не хотів цього робити, але зрештою погодився піти у відставку в грудні 1916 року. Моріс Хілі у своїх спогадах зауважує, що Джеймс Кемпбелл вважався найкращим ірландським адвокатом свого часу, за винятком, можливо, Едварда Карсона, але як суддя він був дещо роздратованим і нетерплячим, зі схильністю (щоправда, то було не рідкістю для суддів) перебивати адвокатів.

### Війна за незалежність Ірландії
У 1917 році Джеймс Кемпбелл отримав титул баронета, а наступного року був призначений лорд-канцлером Ірландії. Під час війни за незалежність Ірландії його позиція була дещо неоднозначною. Будучи головою ірландської судової системи, британський уряд, природно, очікував, що він зробить усе можливе для підтримки британського правління; але, як показала його подальша кар’єра, він не був проти існування Вільної Ірландської Держави і був готовий відігравати певну роль у новому уряді. Таке прагматичне ставлення, природно, викликало обурення британської адміністрації, деякі британські політики розцінили це як зраду. Марк Стерджис, службовець Дублінського замку, чиї щоденники дають яскраву картину останніх років британського правління, різко засудив Кемпбелла як боягуза, який «нічого не робить і, мабуть, не думає ні про що, крім пошуків найкращого способу показати організації «Шинн Фейн», що він нейтральний і пасивний». Відомий ірландський історик Р. Б. Мак Дауелл прокоментував цю та подібну критику з боку наступника на посаді лорда-канцлера, сера Джона Росса, що жоден із тодішніх британських урядовців не збирався залишатися жити в Ірландії, якщо вона отримає незалежність: Росс переїхав через Лондон до свого заміського будинку в графстві Тірон, що лишилось під владою Британії (будинок був успадкований від тестя), Стерджис благополучно повернувся до Англії. А от Джеймс Кемпбелл таку можливість передбачав. Після звільнення з посади лорд-канцлера Ірландії в 1921 році він отримав титул барона Гленаві з Мілтауна в графстві Дублін. До незалежності Ірландії лишався рік.

### Перший голова Сенаду Ірландської Вільної Держави
У 1922 році В. Т. Косгрейв висунув його до нового Сенаду (ірл. – Seanad) Вільної Держави Ірландія, і 12 грудня 1922 року майже всі його колеги-сенатори обрали його Першим Головою Сенаду (ірл. - Cathaoirleach). Це було в розпал громадянської війни в Ірландії, і невдовзі після його призначення його сімейний будинок у Кіммаджі, Дублін, був спалений солдатами ІРА, що виступала проти Договору з Великобританією і продовження війни до повного звільнення Ірландії (включаючи Ольстер, що лишився згідно Договору в складі Об’єднаного Королівства Великобританії та північної Ірландії). Цей акт був частиною їхньої боротьби проти представників нової держави. Після виборів до Сенаду 1925 року він був знову обраний головою Сенаду 9 грудня 1925 року 40 голосами проти 12. Він не домагався переобрання, коли його термін у Сенаді закінчився в 1928 році. 

### Закон про суди 1924 року
У січні 1923 року Джеймс Кемпбелл очолив судовий комітет, призначений консультувати Виконавчу раду Вільної Ірландської Держави щодо створення нової судової системи для Вільної Ірландської Держави. Його рекомендації були реалізовані в Законі про суди 1924 року, який значною мірою створив ірландську судову систему, якою вона існує зараз. Це замінило та фактично відтворило існуючу судову систему, встановлену Законом про уряд Ірландії 1920 року. Суди Дейла були оголошені незаконними, але їхні невинесені «вироки» отримали правоздатність окремим Актом Ойрехтас (ірл. – Oireachtas). Джеймс Кемпбелл зіткнувся з іншим депутатом комітету, Х’ю Кеннеді, що невдовзі став першим головним суддею Ірландії, який виступав за набагато більш радикальні зміни, ніж ті, які рекомендував Джеймс Кемпбелл та більшість комітету. Політичні розбіжності посилювалися тим фактом, що ці двоє чоловіків особисто не любили один одного. Джеймс Кемпбелл помер у Дубліні в 1931 році і був похований на міському кладовищі Маунт-Джером. 

### Родина
Його батьками були полковник Вільям Муссен Кемпбелл і Делія Пул Грем, дочка Генрі Френсіса Грема з абатства Ньютаун, графство Кілдер. Вільям і Делія жили в будинку Проспект-Хаус, Теренур, графство Дублін. Сім’я його діда по батькові походила з Гленаві і Магерагалла, що в графстві Антрім.
Його син Чарльз одружився з ірландською художницею Беатріс Елвері, родина якої заснувала фірму «Елверіс Спортс». 
Його онук, під ім’ям Патрік Кемпбелл, став відомим сатириком у перші роки телебачення. Він був давнім капітаном однієї з команд в ігровому шоу «Бі-Бі-Сі» «Кол май блаф» (фнгл - Call My Bluff) проти британського комедійного сценариста Френка Муїра. Інший онук, Майкл Кемпбелл, пізніше IV і останній лорд Гленаві, був автором літературного твору «Лорд розпусти». 